# Hugo Hörtnagl
Hugo Hörtnagl (1874 – Innsbruck, 26 febbraio 1952) è stato un alpinista e medico austriaco, a cavallo tra l'Ottocento e il Novecento, fu uno dei migliori alpinisti europei senza guida e contribuì con i suoi resoconti delle sue scalate alla letteratura alpinistica dell'epoca, compresi gli annuari del Club Alpino Tedesco e Austriaco.

## Biografia
A cavallo tra il secolo e l'Ottocento, era uno dei migliori alpinisti europei senza guida e contribuì con resoconti sensazionali delle sue straordinarie scalate alla letteratura alpinistica dell'epoca, compresi gli annuari dei Club Alpini tedesco e austriaco. Insieme ai suoi compagni Ampferer, Berger, Hammer e Viktor Wessely può essere considerato uno degli esploratori del Kaunergrat e delle Alpi settentrionali dello Stubai. Rifiutò l'invito a partecipare a una spedizione sull'Himalaya perché non volle interrompere i suoi studi in medicina. 
Nel 1928 il Club Alpino Tedesco e Austriaco inviò una spedizione alpinistica sulle Ande della Bolivia sotto la guida del famoso alpinista tedesco Hans Pfann e composta da tre austriaci, Alfred Horeschowsky, Erwin Hein e lo stesso Hugo Hörtnagl; la completavano Carl Troll di Monaco di Baviera e Friedrich Ahlfeld di Marburgo. La spedizione aveva lo scopo di proseguire il lavoro di esplorazione già iniziato nella Cordillera Real anni prima sempre da alpinisti tedeschi; essa si estende dal monte Illimani al monte Illampu per una lunghezza di quasi 300 chilometri. Il loro obiettivo era la scalata della vetta principale della Cordigliera, il possente Illampu di 6 600 m, considerata a quei tempi inscalabile. Il primo tentativo fu indirizzato alla scalata del Pico del Norte di 6 300 m circa che avvenne il 20 maggio, il secondo tentativo fu sulla cresta meridionale dell'Illampu il 28 maggio, con l'attraversamento della cresta nord-occidentale il 7 giugno, il Casiri, di 6 100 m il 19 giugno, e infine il Chearoco, di 6 200 m il 25 giugno.
Negli ultimi anni fu attivo soprattutto nel comitato della sezione alpina di Innsbruck e, grazie al suo hobby e con ingenti contributi finanziari personali, divenne uno specialista di sentieri e strutture di arrampicata nella zona del Kalkkögel e del rifugio Franz-Senn-Hütte.

## Carriera alpinistica
- 1898 Prima salita del Schüsselkarspitze-Westgrat, 2 538 m, (Oberreintal,Wettersteingebirge)
- 1923 Prima salita del Dremelspitze-parete nordest, 2 733 m, (Gruppo Parzinn,Lechtal Alpi)
- 1923 Prima salita del Parzinntürme-Südwestturm-Ostkante, 2 590 m, (Gruppo Parzinn, Alpi della Lechtal)
- 1923 Prima salita del Gurgler Kirchenkogel-cresta est, 3 180 m, (Alpi Ötztal)
- 1923 Prima salita del Gurgler Kirchenkogel-parete nord, 3 180 m, (Alpi Ötztal)
- 1923 Prima salita dall'Hochebenkamm occidentale a quella orientale Hochebenkamm, 3 166 m, (Alpi Venoste)
- 1924 Seconda salita Cisleser Odla parete sud "Dülfer-Riß", V, 2 780 m, (Gruppo delle Odle, Dolomiti)
- 1925 Prima salita del Rofanturm parete ovest "Schmidweg/Kamin", III-IV, 2 110 m, (Monti Rofan)
- 1925 Prima salita del Rofanturm parete ovest Diagonal, V-, 2 110 m, (Monti Rofan)
- 1927 Prima salita del Kleinleitenspitze parete nord-est, 3 445 m, (Alpi Venoste) /
- 1928 Partecipante a una spedizione del Club alpino tedesco e austriaco alla Cordillera Real, (Bolivia)
- 1928 Prima salita all'Illampu, 6 368 m, (Cordillera Real-Ande, Bolivia)[1]